# 波里尼奥
波里尼奥（西班牙語：Porriño）是西班牙加利西亚自治区蓬特韦德拉省的一个市镇。 总面积62平方公里，总人口19,740人（2018年），人口密度320人/平方公里。